# 托罗湾 (印尼)
托罗湾（印尼语：Teluk Tolo或Teluk Towori）是印度尼西亚苏拉威西岛东半岛和东南半岛之间的海湾。与北面的托米尼湾和西南的波尼湾不同，托罗湾不被国际海道测量组织（IHO）认定为海湾，国际海道测量组织定义其被包含在摩鹿加海中。

## 资料来源

### 引用
1. ↑  IHO (1953)，§48 (d).
2. ↑  IHO (1953)，§48 (k).
3. ↑  IHO (1953)，§48 (c).